# Whole Lotta Rosie
Whole Lotta Rosie (с англ. — «Толстушка Роузи») — песня австралийской хард-рок-группы AC/DC. Восьмой и последний трек обеих (австралийской и международной) версий альбома Let There Be Rock, выпущенных в 1977 году. Позднее была издана синглом. В 1978 году также была выпущена синглом концертная версия песни записанная 30 апреля 1978 года, на концерте в Глазго, из альбома If You Want Blood You’ve Got It, а в 1980 году этот сингл был переиздан.

## О песне
Текст песни повествует о страдающей ожирением женщине из Тасмании, по имени Роузи (англ. Rosie), с которой Бон Скотт провёл ночь в мотеле Freeway Gardens Motel, в Северном Мельбурне. В начале песни говорится о существенных физических размерах Роузи (42"—39"—56") и о том, что её вес составлял 19 стоунов (примерно 120 килограммов). Однако в альбоме Live from the Atlantic Studios Скотт описывает её как «…тасманийский дьявол…весом 305 фунтов…» (англ. …a Tasmanian devil…weighs 305 pounds…), то есть примерно 138 килограмм. Помимо размеров исполнитель также указывает, что Роузи была лучшей любовницей, с которой ему когда-либо приходилось быть.
Ранняя запись группы, под названием «Dirty Eyes», содержит почти идентичную музыку, но другой текст. Эта композиция была официально издана в альбоме Volts, в составе бокс-сета Bonfire. В «Dirty Eyes» несколько изменена последовательность аккордов в припеве, а сама песня исполняется в более медленном темпе, чем «Whole Lotta Rosie».

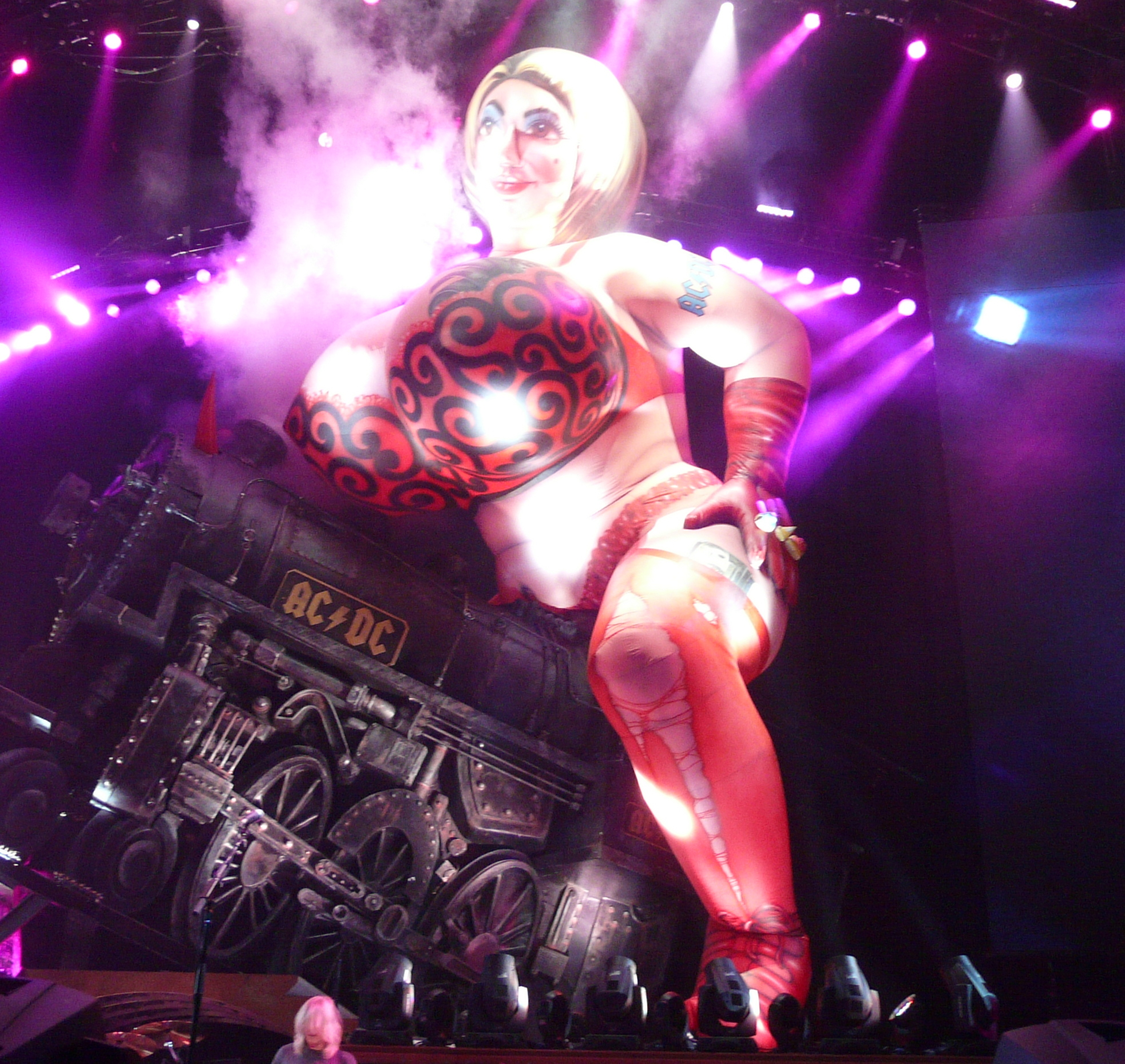
«Роузи» во время выступления группы, Black Ice Tour, 2008

Данная композиция получила успех у фанатов и стала одной из самых известных песен группы. Является одной из двух (наряду с «The Jack») включённых во все официальные концертные альбомы группы. Входит в сет-лист практически всех выступлений группы. После смерти Бона Скотта исполнять песню на концертах продолжил новый вокалист группы, Брайан Джонсон (именно эту песню он исполнил на прослушиваниях, которые устроила группа для поиска нового вокалиста). Во время концертных исполнений публика обычно скандирует «Ангус!» при проигрыше Ангусом Янгом вступительного риффа.
Видеоклип на песню был снят в 1978 году, во время выступления группы на BBC, в шоу Rock Goes to College и позднее вошёл в видеосборник Family Jewels.
Во время современных концертных исполнений песни группа использует гигантскую надувную женщину, называемую группой и фанатами «Роузи». Её можно увидеть в видеоальбоме Live at Donington. Также «Роузи» попала во вступительный ролик, который проигрывался на концертах группы во время Black Ice World Tour.

## Кавер-версии
- Американская глэм-метал-группа W.A.S.P. записала кавер-версию песни, которая вместе с кавер-весией другой песни AC/DC, «It’s a Long Way to the Top (If You Wanna Rock ’n’ Roll)» вошла в EP Black Forever в 1995 году.
- Валлийская металкор-группа Bullet For My Valentine исполнила песню вживую в эфире BBC Radio 1 и включила её в альбом Temper Temper.
- Советская группа «Земляне» в 80-е годы исполняла кавер-версию песни с оригинальной музыкой, но изменённым текстом на русском языке, под названием «Крепче держись в седле, сынок» (в записи, эта версия песни также имела распространение в одноимённом магнитоальбоме группы «Земляне» 1983 года)[6][7].

## Список композиций

### 7"-сингл 1977 года
1. «Whole Lotta Rosie» (Янг, Янг, Скотт) — 5:20
2. «Dog Eat Dog» (Янг, Янг, Скотт) — 3:35

### 7"-сингл 1978 года
1. «Whole Lotta Rosie» (Янг, Янг, Скотт) — 5:20
2. «Dog Eat Dog» (Янг, Янг, Скотт) — 3:35

### 7"-сингл 1980 года
1. «Whole Lotta Rosie» (Янг, Янг, Скотт) — 5:20
2. «Hell Ain’t a Bad Place to Be» (Янг, Янг, Скотт) — 4:21

## Участники записи
- Бон Скотт — вокал
- Ангус Янг — соло-гитара
- Малькольм Янг — ритм-гитара, бэк-вокал
- Марк Эванс — бас-гитара, бэк-вокал
- Фил Радд — ударные

## Позиции в чартах
| Год  | Чарт             | Позиция |
| ---- | ---------------- | ------- |
| 1980 | UK Singles Chart | 36      |
| 1978 | Mega Top 50      | 5       |
| 1978 | Ultratop         | 12      |